# Nabil Naoum
Nabil Naoum, född 1944, är en egyptisk författare, arkitekt och ingenjör. Han tillhör den koptiska minoriteten. Under 1970-talet var han bosatt i New York, där han också skrev sina första noveller. Numera är han bosatt i Heliopolis.
Hans noveller handlar ofta om magi, telepati och självsuggestion och hur gamla myter påverkar även den moderna människan.

## Verk översatt till svenska (efternamnet transkriberat till Naum)
- Kairo är en liten stad och andra noveller, 1993 (Asheq-al-Muhadith 1984)